# 埃布尔·P·厄普舍
埃布尔·帕克·厄普舍（英語：Abel Paker Upshur，1790年6月17日 - 1844年2月28日），美国律师、政治家，曾任美国海军部长和美国国务卿。
| 前任： 乔治·埃德蒙·巴杰 | 美国海军部长 1841年-1843年 | 繼任： 戴维·亨肖       |
| 前任： 丹尼尔·韦伯斯特  | 美国国务卿 1843年-1844年   | 繼任： 约翰·C·卡尔霍恩 |